# Jan Gassmann
Pour les articles homonymes, voir Gassmann.
Jan Gassmann, né le 28 septembre 1983 à Zurich, est un réalisateur suisse.

## Filmographie
- 2007 :  Chronique d'une vie éclairée (documentaire)
- 2011 : Off Beat - Alles falsch, alles richtig (long métrage)
- 2013 : Karma Shadub (documentaire)
- 2015 : Homeland (long métrage)
- 2016 : Europe, She Loves (documentaire)
- 2022 : 99 Moons[1]